# Еврич, Ольга
Ольга Еврич (серб. Olga Jevrić; 29 сентября 1922, Белград — 10 февраля 2014, Белград) — сербский скульптор XX—XXI веков.

## Биография
Ольга Еврич родилась в Белграде в сентябре 1922 году.
Родители Ольги: отец — Србислав Еврич (серб. Srbislav Jevrić), директор Торгово-банковской ассоциации, мать — Ана, урождённая Радивоевич-Вачич (серб. Ana Radivojević-Vačić).

Ольга Еврич в 1928 году начала обучение в начальной школе. В младших классах училась в гимназии при пансионате Святого Иосифа в Белграде (серб. gimnazija u pansionat-u «St. Joseph» u Beogradu), в старших классах — в женской гимназии (серб. više razrede u III državnoj ženskoj realnoj gimnaziji u Beogradu) и в музыкальной школе «Станкович» в классе профессора Зинаиды Грюкат (серб. klasi profesorke Zinaide Grickat u muzickoj školi «Stanković»).

В 1941 году, завершив обучение в гимназии, Ольга не проходит вступительные экзамены в Академию изящных искусств в Белграде. Посещает художественную школу Младена Йосича (серб. Mladen Josić).

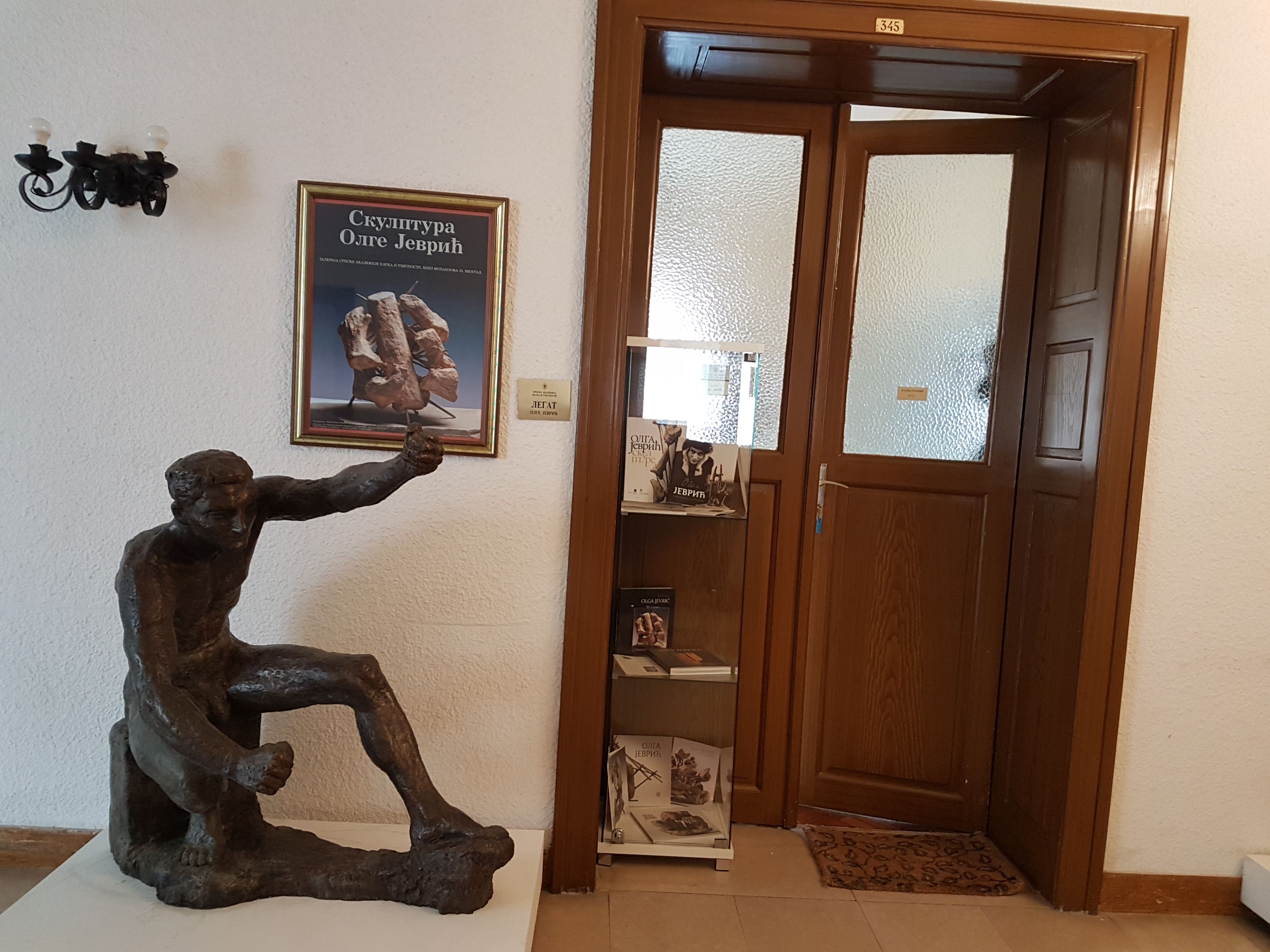
Legat_Olge_Jevrić

В 1942 году Ольга Еврич успешно проходит вступительные экзамены и поступает в музыкальную Академию и в Академию изящных искусств в Белграде, а в 1943 году поступает на скульптурный факультет в Академию изящных искусств в Белграде.
В 1946 Ольга Еврич завершает обучение в музыкальной Академии в классе профессора Кирилла Личара (серб. Ćirila Ličara), а в 1948 году — отделение скульптуры в классе профессора Сретена Стояновича (серб. Sretena Stojanovića) Академии. В 1949 году получает степень магистра. С 1949 по 1953 год Ольга Еврич изучает историю искусств на философском факультете. В 1950 году Ольга Еврич была принята в члены Сербской академии наук и искусств.
Работы Ольги Еврич впервые выставлялись в 1948 году на выставке работ студентов Академии. Ольга Еврич принимает активное участие в конкурсах и выставках, обучается у мастеров в других странах. В 1957 году состоялась её первая персональная выставка «Пространственные композиции» в Белграде. Было выставлено 26 скульптур.
В 1958 году на XXIX Венецианском биеннале было выставлено 8 скульптур Ольги Еврич. Они привлекли внимание, о её творчестве начали писать европейские искусствоведы. Творчество Ольги Еврич получило международное признание. В 1959 году была первая персональная выставка за рубежом в Турине, в 1962 году выставка в Лондоне. В 1963 году была организована персональная выставка в Музее современного искусства в Белграде (1963—1965). Экспонаты выставки — 35 скульптур. В 1981 году на персональной выставке в Музее современного искусства в Белграде были показаны 141 скульптура.
Её скульптуры сделаны в основном из промышленных материалов, таких как цемент и железо. Отличаются они своей брутальностью и шероховатостью. Ольга Еврич вдохновлялась в своих пространственных композициях психоанализом Фрейда и искусством сербских надгробий.
23 ноября 2006 году состоялся благотворительный аукцион в пользу разрушенных памятников сербской культуры и духовности в Косово и Метохии. Среди авторов, подаривших свои работы, была и Ольга Еврич. У Ольги Еврич было 18 персональных выставок (16 — в период 1957—2012 годы, 2 — в период 2014—2016 годы):
- Белград — 1957, 1965, 1981, 1988, 1999, 2001, 2012 ;
- Турин — 1959;
- Сремска Митровица — 1960;
- Загреб — 1964;
- Панчево — 1989;
- Нови Сад — 1993, 2001, 2008, 2014;
- Врнячка Баня — 2001;
- Горни Милановац — 2008;
- Лидс — 2016.

Она принимала активное участие в международных выставках (1952—2013 годы)
В 2006 году Ольга Еврич завещает 44 скульптуры, созданных в период с 1952 по 2001 годы, Белградскому дому наследия. В 2007 году передаёт 144 скульптуры Сербской академии искусств и наук.
Ольга Еврич скончалась 10 февраля 2014 года в Белграде. Похоронена на Аллее почетных граждан на Новом кладбище в Белграде.
Наследие Ольги Еврич хранится в Сербской академии наук и искусств.

## Работы и награды
Список работ Ольги Еврич размещен на сайте Сербской академии наук и искусства.
Ольга Еврич была удостоена множеством наград. Первой стала полученная в 1961 году Награда за достижения в области скульптуры, присуждённая Фондом Владислава Рыбникара (серб. Награда за достигнућа у скулптури у 1960. из Фонда Владислав Рибникар (лист Политика, Београд); награђена скулптура Закриљени облик)).